# International Association for Dental Research
Die International Association for Dental Research (IADR; englisch für Internationale Vereinigung für zahnärztliche Forschung) mit Sitz in Alexandria (Virginia) (USA), ist eine gemeinnützige Organisation mit weltweit fast 12.000 Mitgliedern. Ihre Aufgabe ist, die zahnärztliche Forschung zu fördern, weltweit das Wissen über die Verbesserung der Mundgesundheit zu verbreiten und die Kommunikation und Anwendung diesbezüglicher Forschungsergebnisse zu erleichtern. Das offizielle Organ der Organisation und gleichzeitig der American Association for Dental Research (AADR) ist das Journal of Dental Research (JDR). Jährlich gibt die IADR einen Jahresbericht ab. Die Organisation wurde am 10. Dezember 1920 in New York City gegründet. Ihr erster Präsident war James Leon Williams. William John Gies war Gründungsmitglied, von 1928 bis 1938 Generalsekretär und von 1939 bis 1940 der 16. Präsident der IADR.